# Liste der Mitglieder des Repräsentantenhauses im 113. Kongress der Vereinigten Staaten
- Dem.: 200
- Rep.: 234
- vakant: 1

Parteizugehörigkeit der Abgeordneten, aufgeteilt nach Wahlbezirken
Republikaner
Demokraten

Die Zusammensetzung des Repräsentantenhauses im 113. Kongress der Vereinigten Staaten basiert auf dem Ergebnis der Kongresswahlen vom 6. November 2012. Große Änderungen in der Gesamt-Mandatsverteilung gab es nicht. Die Republikanische Partei, die aus den Kongresswahlen 2010 als großer Sieger hervorgegangen war, konnte ihre Mehrheit bei geringen Verlusten ungefährdet verteidigen. Den Demokraten gelangen nur wenige Zugewinne. Die Republikaner errangen 234 Sitze, die Demokraten 201. Zwei Jahre zuvor hatte das Verhältnis 242:193 betragen.
Bei der Konstituierung des 113. Kongresses waren zwei Sitze jedoch bereits vakant, sodass die tatsächliche Sitzverteilung an diesem Tage 233:200 betrug. Bereits kurz nach der Wahl hatte der wiedergewählte demokratische Abgeordnete Jesse Jackson Jr. aus Illinois sein Mandat niedergelegt; da der Republikaner Tim Scott aus South Carolina noch im Dezember 2012 als US-Senator nominiert und vereidigt wurde, wurde auch dessen Sitz bis zu einer Nachwahl vakant.
Bedingt durch den United States Census 2010 wurde die Verteilung der Sitze auf die einzelnen Staaten modifiziert. Mehr Abgeordnete als zuvor stellen künftig Texas (4), Florida (2), Arizona, Georgia, Nevada, South Carolina, Utah und Washington (je 1). Mandate verloren dagegen New York, Ohio (je 2), Illinois, Iowa, Louisiana, Massachusetts, Michigan, Missouri, New Jersey und Pennsylvania (je 1).
Der durch den Census bedingte geografischen Neuzuschnitt der Wahlbezirke innerhalb der Bundesstaaten liegt in den meisten Bundesstaaten in der Verantwortung der jeweiligen Parlamente, und dies führte auch diesmal wieder zu viel Gerrymandering. Zum großen Teil dadurch begünstigt errangen die Republikaner ihre beachtliche Mehrheit an Abgeordneten, obwohl die Demokraten landesweit mit 59,4 Millionen (50,5 %) die Mehrheit der für Kongressabgeordnete abgegebenen Stimmen erreichten und die Republikaner mit 58,2 Millionen Stimmen (49,5 %) deutlich distanzierten. Dies war nach 1914, 1942 und 1952 das vierte Mal in den letzten 100 Jahren, dass eine Partei die Mehrheit der Stimmen für ihre Kandidaten errang und dennoch nicht die Mehrheit der Sitze gewinnen konnte.

## Änderungen während der Legislaturperiode
- Illinois, 2. Wahlbezirk:
  - Jesse Jackson Jr. (Demokratische Partei) legte sein Mandat noch während des 112. Kongresses am 21. November 2012 nieder, nachdem er erst kurz zuvor für eine weitere Amtsperiode wiedergewählt worden war. Er gab einerseits gesundheitliche Gründe an; andererseits waren aber auch Untersuchungen gegen ihn aufgrund ethischer Verstöße ausschlaggebend. Angesichts der Stärke der Demokraten in diesem Distrikt galt bereits die Primary der Partei am 26. Februar 2013 als wahlentscheidend. Hier setzte sich Robin Kelly, CAO des Cook County und ehemalige Abgeordnete im Repräsentantenhaus von Illinois, mit 51,8 Prozent der Stimmen vor der früheren Kongressabgeordneten Debbie Halvorson (24,4 Prozent) durch. Die eigentliche Wahl am 9. April 2013 gewann sie mit einem Anteil von 70,8 Prozent gegen den Republikaner Paul McKinley (22 Prozent).[2]

- South Carolina, 1. Wahlbezirk:
  - Tim Scott (Republikanische Partei) trat am 2. Januar 2013 die Nachfolge von Jim DeMint als US-Senator für South Carolina an. In der republikanischen Primary am 19. März 2013 konnte kein Kandidat die absolute Mehrheit der Stimmen auf sich vereinigen, weshalb am 2. April eine Stichwahl zwischen den beiden Erstplatzierten erfolgte. Diese gewann der ehemalige Gouverneur Mark Sanford, der zuvor schon die meisten Stimmen im ersten Wahlgang erhalten hatte, mit einem Anteil von 60,8 Prozent gegen Curtis Bostic, Mitglied im Bezirksrat des Charleston County. Bostic hatte überraschend Platz zwei vor dem ursprünglich favorisierten Staatssenator Larry Grooms belegt, dem die amtierenden Abgeordneten Jeff Duncan und Mick Mulvaney ihre Unterstützung zugesichert hatten.[3] Bei den Demokraten ging die Nominierung an Elizabeth Colbert-Busch, Direktorin eines Instituts an der Clemson University und Schwester von Satiriker Stephen Colbert. Die Wahl am 7. Mai 2013 gewann Sanford mit 54:45 Prozent der Stimmen.[4]

- Missouri, 8. Wahlbezirk:
  - Jo Ann Emerson (Republikanische Partei) trat am 22. Januar 2013 zurück, um Präsidentin und CEO des Energiedienstleisterverbundes National Rural Electric Cooperative Association zu werden. Im Gegensatz zu anderen Staaten gibt es in Missouri keine Primary zur Festlegung der Kandidaten, die stattdessen von den Parteikomitees ernannt werden. Die Republikaner entschieden sich für Jason T. Smith, Abgeordneter im Repräsentantenhaus von Missouri. Diesem gehört auch sein demokratischer Gegner Steve Hodges an.[5] Bei der Wahl am 4. Juni 2013 fiel das Wählervotum mit 67:28 Prozent der Stimmen deutlich für Smith aus.[6]

- Massachusetts, 5. Wahlbezirk:
  - Ed Markey (Demokratische Partei) wurde am 25. Juni 2013 als Nachfolger von John Kerry in den US-Senat gewählt; sein Mandat im Repräsentantenhaus wurde am 15. Juli vakant. Gouverneur Deval Patrick setzte die Primary der Parteien auf den 15. Oktober und die eigentliche Wahl auf den 10. Dezember an.[7] Angesichts der Stärke der Demokraten in diesem Bezirk galt der Sieger bei deren Vorwahl als klarer Favorit auf das Mandat. Staatssenatorin Katherine Clark siegte mit 32 Prozent der Stimmen vor Peter Koutoujian, einem ehemaligen Abgeordneten im Repräsentantenhaus von Massachusetts. Bei den Republikanern trat der Jurist Frank Addivinola an, der bei den Wahlen 2012 die Nominierung verfehlt hatte.[8] Clark setzte sich mit 66:32 Prozent der Stimmen ungefährdet durch.[9]

- Alabama, 1. Wahlbezirk:
  - Jo Bonner (Republikanische Partei) trat am 2. August 2013 zurück, um eine Anstellung an der University of Alabama anzunehmen. Die Primary der Demokraten am 24. September gewann der Grundstücksmakler Burton LeFlore. Bei den in diesem Bezirk deutlich stärkeren Republikanern bewarb sich ein breites Feld an Kandidaten um die Nominierung; da keiner von ihnen die notwendige absolute Mehrheit erhielt, kam es am 5. November 2013 zu einer Stichwahl zwischen dem ehemaligen Staatssenator Bradley Byrne und dem zur Tea-Party-Bewegung gezählten Geschäftsmann Dean Young.[10] Byrne gewann diese knapp mit 52,5 Prozent der Stimmen. Die eigentliche Wahl am 17. Dezember 2013 fiel mit 66:34 Prozent der Stimmen für Byrne sehr deutlich aus.[11]

- Louisiana, 5. Wahlbezirk:
  - Rodney Alexander (Republikanische Partei) legte sein Mandat am 26. September 2013 nieder und übernahm wenig später das Amt des Kriegsveteranenministers von Louisiana. Die Vorwahl im Jungle-Primary-System fand am 19. Oktober 2013 statt. Da keiner der Kandidaten dort die absolute Mehrheit erhielt, folgte eine Stichwahl zwischen den zwei Bewerbern mit den meisten Stimmen am 16. November 2013. Dies waren mit Staatssenator Neil Riser und dem Geschäftsmann Vance McAllister zwei Republikaner; Jamie Mayo, der demokratische Bürgermeister von Monroe, belegte nur Platz drei. Riser, der knapp 32 Prozent der Stimmen erhalten hatte, galt für die Stichwahl als Favorit gegenüber McAllister (17,8 Prozent). Dieser setzte sich jedoch im Wahlkampf von seinem konservativeren Konkurrenten ab und gewann so auch Zustimmung im demokratischen Lager, was schließlich zu einem klaren Sieg mit einem Stimmenanteil von 60 Prozent führte.[12]

- Florida, 13. Wahlbezirk:
  - Bill Young (Republikanische Partei) verstarb am 18. Oktober 2013. Als Sieger aus der Primary der großen Parteien am 14. Januar 2014 gingen bei den Republikanern David Jolly, ehemals juristischer Berater von Bill Young, und bei den Demokraten Alex Sink, frühere Finanzministerin von Florida, hervor. Jolly genügten bei der Wahl am 11. März 2014 48,4 Prozent der Stimmen zum Sieg; Sink kam auf 46,6 Prozent, der libertäre Bewerber Lucas Overby auf 4,8 Prozent.[13]

- North Carolina, 12. Wahlbezirk:
  - Mel Watt (Demokratische Partei) übernahm am 6. Januar 2014 die Leitung der Bundesbehörde Federal Housing Finance Agency und legte am selben Tag sein Abgeordnetenmandat nieder. Die Nachwahl fand parallel zur Kongresswahl am 4. November statt und endete in dem stark demokratisch geprägten Distrikt mit einem deutlichen Sieg von Alma Adams, zuvor Abgeordnete im Repräsentantenhaus von North Carolina, gegen den Republikaner Vince Coakley, einen Fernsehmoderator.[14]

- Florida, 19. Wahlbezirk:
  - Trey Radel (Republikanische Partei), erst im Januar 2013 in den Kongress eingezogen, reichte am 27. Januar 2014 seinen Rücktritt ein. Zwei Monate zuvor war er verhaftet worden, nachdem er von einem verdeckten Polizeiermittler Kokain gekauft hatte.[15] Der Geschäftsmann Curt Clawson gewann die Primary der Republikaner mit 38 Prozent der Stimmen vor der Staatssenatorin Lizbeth Benacquisto (26 Prozent) und besiegte bei der eigentlichen Wahl die Demokratin April Freeman deutlich mit 67:29 Prozent der Stimmen.[16]

- New Jersey, 1. Wahlbezirk:
  - Rob Andrews (Demokratische Partei) legte sein Mandat am 18. Februar 2014 nieder und gab als Grund den Eintritt in eine Rechtsanwaltskanzlei in Philadelphia an. Allerdings stand ihm zu diesem Zeitpunkt auch eine Untersuchung durch den Ethikausschuss bevor, weil er Wahlkampfmittel für private Zwecke verwendet haben soll.[17] Die Nachwahl fand parallel zur Kongresswahl am 4. November statt. Erwartungsgemäß behielt der vormalige Staatssenator Donald Norcross die Oberhand gegen den Republikaner Garry Cobb, einen ehemaligen NFL-Footballprofi.[18]

- Virginia, 7. Wahlbezirk:
  - Eric Cantor (Republikanische Partei) verlor im Juni 2014 die Primary für die Wahl zum 114. Kongress gegen den Universitätsprofessor Dave Brat. Cantor, bis dahin Mehrheitsführer der Republikaner im Repräsentantenhaus, verkündete kurz darauf seinen Rücktritt, der am 18. August 2014 rechtsgültig wurde. Die Nachwahl um sein Mandat fand parallel zur regulären Kongresswahl statt; Dave Brat ging auch hier jeweils als Sieger hervor.[19]

## Liste der Abgeordneten
Alabama
1. Bradley Byrne (R)
2. Martha Roby (R)
3. Mike D. Rogers (R)
4. Robert Aderholt (R)
5. Mo Brooks (R)
6. Spencer Bachus (R)
7. Terri Sewell (D)

Alaska
1. Don Young (R)

Arizona
1. Ann Kirkpatrick (D)
2. Ron Barber (D)
3. Raúl Grijalva (D)
4. Paul Gosar (R)
5. Matt Salmon (R)
6. David Schweikert (R)
7. Ed Pastor (D)
8. Trent Franks (R)
9. Kyrsten Sinema (D)

Arkansas
1. Rick Crawford (R)
2. Tim Griffin (R)
3. Steve Womack (R)
4. Tom Cotton (R)

Colorado
1. Diana DeGette (D)
2. Jared Polis (D)
3. Scott Tipton (R)
4. Cory Gardner (R)
5. Doug Lamborn (R)
6. Mike Coffman (R)
7. Ed Perlmutter (D)

Connecticut
1. John Larson (D)
2. Joe Courtney (D)
3. Rosa DeLauro (D)
4. Jim Himes (D)
5. Elizabeth Esty (D)

Delaware
1. John C. Carney (D)

Florida
1. Jeff Miller (R)
2. Steve Southerland (R)
3. Ted Yoho (R)
4. Ander Crenshaw (R)
5. Corrine Brown (D)
6. Ron DeSantis (R)
7. John Mica (R)
8. Bill Posey (R)
9. Alan Grayson (D)
10. Daniel Webster (R)
11. Rich Nugent (R)
12. Gus Bilirakis (R)
13. David Jolly (R)
14. Kathy Castor (D)
15. Dennis A. Ross (R)
16. Vern Buchanan (R)
17. Tom Rooney (R)
18. Patrick Murphy (D)
19. Curt Clawson (R)
20. Alcee Hastings (D)
21. Ted Deutch (D)
22. Lois Frankel (D)
23. Debbie Wasserman Schultz (D)
24. Frederica Wilson (D)
25. Mario Diaz-Balart (R)
26. Joe Garcia (D)
27. Ileana Ros-Lehtinen (R)

Georgia
1. Jack Kingston (R)
2. Sanford Bishop (D)
3. Lynn Westmoreland (R)
4. Hank Johnson (D)
5. John Lewis (D)
6. Tom Price (R)
7. Rob Woodall (R)
8. Austin Scott (R)
9. Doug Collins (R)
10. Paul Broun (R)
11. Phil Gingrey (R)
12. John Barrow (D)
13. David Scott (D)
14. Tom Graves (R)

Hawaii
1. Colleen Hanabusa (D)
2. Tulsi Gabbard (D)

Idaho
1. Raúl Labrador (R)
2. Mike Simpson (R)

Illinois
1. Bobby L. Rush (D)
2. Robin Kelly (D)
3. Dan Lipinski (D)
4. Luis Gutiérrez (D)
5. Michael Quigley (D)
6. Peter Roskam (R)
7. Danny K. Davis (D)
8. Tammy Duckworth (D)
9. Jan Schakowsky (D)
10. Brad Schneider (D)
11. Bill Foster (D)
12. William Enyart (D)
13. Rodney L. Davis (R)
14. Randy Hultgren (R)
15. John Shimkus (R)
16. Adam Kinzinger (R)
17. Cheri Bustos (D)
18. Aaron Schock (R)

Indiana
1. Pete Visclosky (D)
2. Jackie Walorski (R)
3. Marlin Stutzman (R)
4. Todd Rokita (R)
5. Susan Brooks (R)
6. Luke Messer (R)
7. André Carson (D)
8. Larry Bucshon (R)
9. Todd Young (R)

Iowa
1. Bruce Braley (D)
2. David Loebsack (D)
3. Tom Latham (R)
4. Steve King (R)

Kalifornien
1. Doug LaMalfa (R)
2. Jared Huffman (D)
3. John Garamendi (D)
4. Tom McClintock (R)
5. Mike Thompson (D)
6. Doris Matsui (D)
7. Ami Bera (D)
8. Paul Cook (R)
9. Jerry McNerney (D)
10. Jeff Denham (R)
11. George Miller (D)
12. Nancy Pelosi (D)
13. Barbara Lee (D)
14. Jackie Speier (D)
15. Eric Swalwell (D)
16. Jim Costa (D)
17. Mike Honda (D)
18. Anna Eshoo (D)
19. Zoe Lofgren (D)
20. Sam Farr (D)
21. David Valadao (R)
22. Devin Nunes (R)
23. Kevin McCarthy (R)
24. Lois Capps (D)
25. Howard McKeon (R)
26. Julia Brownley (D)
27. Judy Chu (D)
28. Adam Schiff (D)
29. Tony Cardenas (D)
30. Brad Sherman (D)
31. Gary Miller (R)
32. Grace Napolitano (D)
33. Henry Waxman (D)
34. Xavier Becerra (D)
35. Gloria Negrete McLeod (D)
36. Raul Ruiz (D)
37. Karen Bass (D)
38. Linda Sánchez (D)
39. Ed Royce (R)
40. Lucille Roybal-Allard (D)
41. Mark Takano (D)
42. Ken Calvert (R)
43. Maxine Waters (D)
44. Janice Hahn (D)
45. John B. T. Campbell (R)
46. Loretta Sanchez (D)
47. Alan Lowenthal (D)
48. Dana Rohrabacher (R)
49. Darrell Issa (R)
50. Duncan D. Hunter (R)
51. Juan Vargas (D)
52. Scott Peters (D)
53. Susan Davis (D)

Kansas
1. Tim Huelskamp (R)
2. Lynn Jenkins (R)
3. Kevin Yoder (R)
4. Mike Pompeo (R)

Kentucky
1. Ed Whitfield (R)
2. Brett Guthrie (R)
3. John Yarmuth (D)
4. Thomas Massie (R)
5. Hal Rogers (R)
6. Andy Barr (R)

Louisiana
1. Steve Scalise (R)
2. Cedric Richmond (D)
3. Charles Boustany (R)
4. John C. Fleming (R)
5. Vance McAllister (R)
6. Bill Cassidy (R)

Maine
1. Chellie Pingree (D)
2. Mike Michaud (D)

Maryland
1. Andrew P. Harris (R)
2. Dutch Ruppersberger (D)
3. John Sarbanes (D)
4. Donna Edwards (D)
5. Steny Hoyer (D)
6. John K. Delaney (D)
7. Elijah Cummings (D)
8. Chris Van Hollen (D)

Massachusetts
1. Richard Neal (D)
2. Jim McGovern (D)
3. Niki Tsongas (D)
4. Joseph Patrick Kennedy (D)
5. Katherine Clark (D)
6. John F. Tierney (D)
7. Mike Capuano (D)
8. Stephen Lynch (D)
9. William R. Keating (D)

Michigan
1. Dan Benishek (R)
2. Bill Huizenga (R)
3. Justin Amash (R)
4. David Lee Camp (R)
5. Dan Kildee (D)
6. Fred Upton (R)
7. Tim Walberg (R)
8. Mike J. Rogers (R)
9. Sander M. Levin (D)
10. Candice Miller (R)
11. Kerry Bentivolio (R)
12. John Dingell (D)
13. John Conyers (D)
14. Gary Peters (D)

Minnesota
1. Tim Walz (D)
2. John Kline (R)
3. Erik Paulsen (R)
4. Betty McCollum (D)
5. Keith Ellison (D)
6. Michele Bachmann (R)
7. Collin Peterson (D)
8. Rick Nolan (D)

Mississippi
1. Alan Nunnelee (R)
2. Bennie Thompson (D)
3. Gregg Harper (R)
4. Steven Palazzo (R)

Missouri
1. William Lacy Clay (D)
2. Ann Wagner (R)
3. Blaine Luetkemeyer (R)
4. Vicky Hartzler (R)
5. Emanuel Cleaver (D)
6. Sam Graves (R)
7. Billy Long (R)
8. Jason T. Smith (R)

Montana
1. Steve Daines (R)

Nebraska
1. Jeff Fortenberry (R)
2. Lee Terry (R)
3. Adrian M. Smith (R)

Nevada
1. Dina Titus (D)
2. Mark Amodei (R)
3. Joe Heck (R)
4. Steven Horsford (D)

New Hampshire
1. Carol Shea-Porter (D)
2. Ann McLane Kuster (D)

New Jersey
1. Donald Norcross (D)
2. Frank LoBiondo (R)
3. Jon Runyan (R)
4. Chris Smith (R)
5. Scott Garrett (R)
6. Frank Pallone (D)
7. Leonard Lance (R)
8. Albio Sires (D)
9. Bill Pascrell (D)
10. Donald Payne Jr. (D)
11. Rodney Frelinghuysen (R)
12. Rush D. Holt Jr. (D)

New Mexico
1. Michelle Lujan Grisham (D)
2. Steve Pearce (R)
3. Ben R. Luján (D)

New York
1. Tim Bishop (D)
2. Peter T. King (R)
3. Steve Israel (D)
4. Carolyn McCarthy (D)
5. Gregory Meeks (D)
6. Grace Meng (D)
7. Nydia Velázquez (D)
8. Hakeem Jeffries (D)
9. Yvette Clarke (D)
10. Jerrold Nadler (D)
11. Michael Grimm (R)
12. Carolyn B. Maloney (D)
13. Charles B. Rangel (D)
14. Joseph Crowley (D)
15. José Serrano (D)
16. Eliot Engel (D)
17. Nita Lowey (D)
18. Sean Patrick Maloney (D)
19. Chris Gibson (R)
20. Paul Tonko (D)
21. Bill Owens (D)
22. Richard L. Hanna (R)
23. Tom Reed (R)
24. Dan Maffei (D)
25. Louise Slaughter (D)
26. Brian Higgins (D)
27. Chris Collins (R)

North Carolina
1. G. K. Butterfield (D)
2. Renee Ellmers (R)
3. Walter B. Jones (R)
4. David Price (D)
5. Virginia Foxx (R)
6. Howard Coble (R)
7. Mike McIntyre (D)
8. Richard Hudson (R)
9. Robert Pittenger (R)
10. Patrick McHenry (R)
11. Mark Meadows (R)
12. Alma Adams (D)
13. George Holding (R)

North Dakota
1. Kevin Cramer (R)

Ohio
1. Steve Chabot (R)
2. Brad Wenstrup (R)
3. Joyce Beatty (D)
4. Jim Jordan (R)
5. Bob Latta (R)
6. Bill Johnson (R)
7. Bob Gibbs (R)
8. John Boehner (R)
9. Marcy Kaptur (D)
10. Mike Turner (R)
11. Marcia Fudge (D)
12. Pat Tiberi (R)
13. Tim Ryan (D)
14. David Joyce (R)
15. Steve Stivers (R)
16. Jim Renacci (R)

Oklahoma
1. Jim Bridenstine (R)
2. Markwayne Mullin (R)
3. Frank Lucas (R)
4. Tom Cole (R)
5. James Lankford (R)

Oregon
1. Suzanne Bonamici (D)
2. Greg Walden (R)
3. Earl Blumenauer (D)
4. Peter DeFazio (D)
5. Kurt Schrader (D)

Pennsylvania
1. Bob Brady (D)
2. Chaka Fattah (D)
3. Mike Kelly (R)
4. Scott Perry (R)
5. Glenn Thompson (R)
6. Jim Gerlach (R)
7. Pat Meehan (R)
8. Mike Fitzpatrick (R)
9. Bill Shuster (R)
10. Tom Marino (R)
11. Lou Barletta (R)
12. Keith Rothfus (R)
13. Allyson Schwartz (D)
14. Michael F. Doyle (D)
15. Charlie Dent (R)
16. Joseph R. Pitts (R)
17. Matt Cartwright (D)
18. Tim Murphy (R)

Rhode Island
1. David Cicilline (D)
2. James Langevin (D)

South Carolina
1. Mark Sanford (R)
2. Joe Wilson (R)
3. Jeff Duncan (R)
4. Trey Gowdy (R)
5. Mick Mulvaney (R)
6. Jim Clyburn (D)
7. Tom Rice (R)

South Dakota
1. Kristi Noem (R)

Tennessee
1. Phil Roe (R)
2. Jimmy Duncan (R)
3. Chuck Fleischmann (R)
4. Scott DesJarlais (R)
5. Jim Cooper (D)
6. Diane Black (R)
7. Marsha Blackburn (R)
8. Stephen Fincher (R)
9. Steve Cohen (D)

Texas
1. Louie Gohmert (R)
2. Ted Poe (R)
3. Sam Johnson (R)
4. Ralph Hall (R)
5. Jeb Hensarling (R)
6. Joe Barton (R)
7. John Culberson (R)
8. Kevin Brady (R)
9. Al Green (D)
10. Michael McCaul (R)
11. Mike Conaway (R)
12. Kay Granger (R)
13. Mac Thornberry (R)
14. Randy Weber (R)
15. Rubén Hinojosa (D)
16. Beto O’Rourke (D)
17. Bill Flores (R)
18. Sheila Jackson Lee (D)
19. Randy Neugebauer (R)
20. Joaquín Castro (D)
21. Lamar S. Smith (R)
22. Pete Olson (R)
23. Pete Gallego (D)
24. Kenny Marchant (R)
25. Roger Williams (R)
26. Michael C. Burgess (R)
27. Blake Farenthold (R)
28. Henry Cuellar (D)
29. Gene Green (D)
30. Eddie Bernice Johnson (D)
31. John Carter (R)
32. Pete Sessions (R)
33. Marc Veasey (D)
34. Filemon Vela (D)
35. Lloyd Doggett (D)
36. Steve Stockman (R)

Utah
1. Rob Bishop (R)
2. Chris Stewart (R)
3. Jason Chaffetz (R)
4. Jim Matheson (D)

Vermont
1. Peter Welch (D)

Virginia
1. Rob Wittman (R)
2. Scott Rigell (R)
3. Bobby Scott (D)
4. Randy Forbes (R)
5. Robert Hurt (R)
6. Bob Goodlatte (R)
7. Dave Brat (R)
8. Jim Moran (D)
9. Morgan Griffith (R)
10. Frank Wolf (R)
11. Gerry Connolly (D)

Washington
1. Suzan DelBene (D)
2. Rick Larsen (D)
3. Jaime Herrera Beutler (R)
4. Doc Hastings (R)
5. Cathy McMorris Rodgers (R)
6. Derek Kilmer (D)
7. Jim McDermott (D)
8. Dave Reichert (R)
9. Adam Smith (D)
10. Dennis Heck (D)

West Virginia
1. David McKinley (R)
2. Shelley Moore Capito (R)
3. Nick Rahall (D)

Wisconsin
1. Paul Ryan (R)
2. Mark Pocan (D)
3. Ron Kind (D)
4. Gwen Moore (D)
5. Jim Sensenbrenner (R)
6. Tom Petri (R)
7. Sean Duffy (R)
8. Reid Ribble (R)

Wyoming
1. Cynthia Lummis (R)

## Nicht stimmberechtigte Abgeordnete
Im Repräsentantenhaus sitzen insgesamt sechs nicht stimmberechtigte Delegierte aus den amerikanischen Territorien und dem Bundesdistrikt.
Amerikanisch-Samoa
- Eni Faleomavaega (D)

District of Columbia
- Eleanor Holmes Norton (D)

Guam
- Madeleine Bordallo (D)

Puerto Rico
- Pedro Pierluisi (D und PNP)

Amerikanische Jungferninseln
- Donna Christian-Christensen (D)

Nördliche Marianen
- Gregorio Sablan (D)